# Thestus
Thestus es un género de escarabajos longicornios de la tribu Lamiini.

## Especies
- Thestus alexandra (Thomson, 1878)
- Thestus chassoti Breuning, 1973
- Thestus oncideroides Pascoe, 1866
- Thestus philippensis Schwarzer, 1929